# 將國戡亂記
《將國戡亂記》（日语：将国のアルタイル）是加藤箏乃於2007年在講談社旗下《月刊少年天狼星》9月號上連載的日本漫畫作品。時代构建在一个相當於中世纪的架空世界上（主軸是首都伊斯坦堡的奧斯曼帝國對抗西歐霸權與地中海諸小國），讲述了战略与智谋編織而成的故事。
2012年4月26日《月刊少年天狼星》公式網站上開始發布二次創作的四格漫畫《將國的!》、2012年同出版社同漫畫雜誌的6月号開始連載《小國的天鷹座先生》（小国のアルタイルさん）。
2017年第41回講談社漫畫獎少年部門得獎作品。

## 故事简介
戰爭硝煙迫近的時刻，飛揚起勇猛的羽翼！漫畫以遊牧民族國家突厥謁與軍事大國波羅地萊茵的摩擦衝突為開端，講述了少年將軍瑪法姆特(Mahmud 瑪赫穆德)的成長，以及席捲全大陸的羅馬里亞納大戰爭的始末。

## 登場人物
- 帕沙[說明 1]

### 主要人物
Tugril_Mahmut_Pasha;瑪哈穆德（聲：村瀨步）
本作主人公，外號「犬鷲將軍」。是突厥謁歷史上最年少的將軍。出身於馴養山鷹的部族·圖古利爾族。在十幾年前帝國與突厥謁的戰爭中失去了家鄉和母親，被卡力爾將軍收養。
在砦之城叛亂中，因受私情驅使、拋下了身為將軍的責任而在戰亂後被貶為卡力爾將軍底下的千人隊長，並決定出外遊歷擴展視野。在遊歷途中，藉著薩卡納斯所給的、用來與大陸各地的「耳役」們聯絡的水塔石和耳役取得聯繫，獲取當地情報並參與了大大小小的事件。在第一次波尼基亞戰爭中，遇見了波尼基亞的耳役裘洛斯，並被捲入戰爭，最終未能成功阻止波尼基亞淪陷於帝國手中。後前往波尼基亞的同盟國海之都，質問海之都不派援軍幫助波尼基亞的理由。在將亞比利卡收為同伴後返回突厥謁，被亞比利卡稱為“被海之都選中的男人”。被薩卡納斯任命為四將國叛亂戰的總指揮，前往四將國集合同志，雖然在庫爾查以極少兵力作為薩卡納斯計策中的誘餌，仍憑著戰術成功擊破巴拉班軍並和同伴一同推翻了親帝國派的四將王，幫助親突厥謁派的新四將王上任。戰爭後因平定內亂有功，重新複職將軍之位並成為新成立的外事局首任局長，掌握貿易特權，游走於大陸各個國家，藉由突厥謁的經濟實力與東方大國大秦交易，成功阻止了帝國在內亂結束後對突厥謁的侵略。後前往鎖國國家烏拉德王國，以經濟利益成功將烏拉德王國拉攏為反帝國的同伴。反帝同盟結成後，與夥伴作為先遣部隊先一步前往羅馬里亞納心臟地區與各小國首領接觸，在說服花之都大統領卡捷琳娜後成功讓心臟地區成為反帝同盟的一員。後前往天上之都，在此面臨帝國的侵略軍，卡力爾將軍不幸戰死後，率領餘下突厥謁兵成功取下敵方總大將首級，擊退帝國侵略軍。戰後，在將軍會議的裁定下成為了天上之都的總督，與十三人將軍同地位。在薩卡納斯率軍攻略帝國萊茵地區時，透過耳役的情報察覺了帝國南領軍準備奇襲薩卡納斯軍的行動，因此率兵一路追趕南領軍，驚險地阻止了帝國陸軍大將弗倫岑對薩卡納斯的奇襲。事件過後，受將軍會議命令被撤銷了天上之都總督的職位，與部下一起編入以薩卡納斯為總大將的侵略軍，成為侵略軍副將。現正在帝國首都聖米歇爾與帝國軍交戰中。
Iskandar（イスカンダル）
瑪哈穆德飼養的山鷹，由於是雄鷹因此體型較小。在瑪哈穆德指揮下多次協助其完成任務，包括單兵任務與呼喚同類群襲任務。
Zeher Zaganos Pasha;薩卡納斯（聲：古川慎）
外號「毒藥將軍」。十三人將軍之一，第一州管理者，是將軍會議中反帝國的強硬派。任命蘇雷曼建立橫貫整個大陸的密探網「目與耳」，以此獲得來自各地的情報。14歲時即有建立密探網的構想，19歲時便成為了地位僅次於大將軍的十三人將軍之一。從帝國宰相路易口中得知，似乎原本是帝國新貴族“卡繆侯爵”家的人。個性冷靜沉穩、極富謀略，作風謹慎、心狠手辣，是個讓瑪哈穆德難以應付的存在，然而偶爾會展現出其溫柔的一面。在砦之城叛亂中，明明事先已知帝國的陰謀，卻故意隱瞞、以此事件作為對將軍會議主和派的震撼教育，激起其他人對於帝國的警覺，並將計就計、加上瑪哈穆德的暗中行動，反將帝國一軍。在瑪哈穆德被貶職後，將用來與各地耳役們聯絡的水塔石給了準備出外遊歷的他。四將國叛亂事件中，在將軍會議提出了“煽動四將國內的親突厥謁派推翻現任四將王”的作戰計畫，成功說服其他將軍、受大將軍認可擔任此計畫的領導人，並命瑪哈穆德為此次煽動行動的總指揮，但真正的目的實際上是讓他作為誘餌將四將王大軍引去庫爾查，突厥謁軍再趁此機會鎮壓缺乏兵力的四將國。內亂結束後與瑪哈穆德再會，被其點出派他和蘇萊曼做此危險任務的原因是“他們是即使因此失去性命也能幸福地死去的人”。在瑪哈穆德與烏拉德王國交易期間，被其委託調查鳥肥。反帝同盟結成後，提出了讓突厥謁軍從大陸前往央海的策略，但拒絕擔任此次作戰的總大將。在卡力爾將軍戰死於天上之都後，阻止了想要即刻出兵前往天上之都的其他將軍，表明卡力爾一派是無法贏過帝國的，因此卡力爾將軍的仇由自己來報，並接納來自鐘之都的天才少年工匠巴斯科。至此，薩卡納斯在將軍會議中已成為掌握實權、勢力最大的存在。天上之都一役結束後，隨即率領突厥謁軍展開對帝國的反攻，不採軍事力征服萊茵地區，而是讓此地區原王國的人們起兵脫離帝國、自主獨立，整個萊茵地區加入了反帝同盟，大大削弱帝國實力。在聖米歇爾攻城戰中，使用巴斯科發明的巨大東弓「警告之鐘」對採用古波基尼亞技術建造的城牆之城造成傷害，將帝國宰相路易逼至絕境，並識破、阻止了路易為此打出的最後戰略。目前正擔任總大將與帝國軍交戰中。
Cyrus Ios Apollodorus;居魯士·伊奧斯·阿波羅托洛斯
（聲：KENN）
燈塔之都波尼基亞市長之子，薩卡納斯密探網的耳役。父親身為市長，從小厭煩於商人政客之間的阿諛諂媚與勾心鬥角，成為了不良少年一般的存在，後來在來到波尼基亞建立密探網的蘇萊曼的鼓動下接受了耳役的工作。波尼基亞淪陷後與瑪哈穆德一起行動。由於在第一次波基尼亞戰爭中，身為同盟國的海之都未履行契約派兵幫助波基尼亞，因此對海之都抱持著複雜的心情，也同樣排斥身為海之都國民的阿非利加。在天上之都大戰中留守於城內，卻沒能阻止天上之都首長卡瓦哈爾被投降派民眾斬首。在薩卡納斯的帝國萊茵地區攻略作戰中與蘇萊曼一同執行耳役的工作，工作內容是在薩卡納斯軍抵達一個領地前，說服該領地的前王國成員起兵脫離帝國的暴政並自主獨立。在原貝爾內王國的領地春之城執行任務時，意外得知身為市長的父親早在第一次波基尼亞戰爭結束後，為了守護市民而犧牲了性命，完全不是自己印象中那個自私自利的形象，因而對父親改觀，解開了父子之間長年的心結，並以此經驗成功感化原貝爾內王國國王，讓其成為反帝同盟的一員並自主獨立。後與阿非利加一同前往波尼基亞，與海之都國王安東尼奧會合，用新型兵器「警告之鐘」摧毀了守護古波尼基亞帝國千年的大燈塔與大城牆。古現與海之都國王一同行動中。
Abiliga/Africa?;阿非利加（聲：諏訪部順一）
來自海之都威尼迪庫共和國的青年，佈雷卡商會私兵隊隊長，也是西爾維斯特羅·佈雷卡的養子。原本是薩洛斯王國出身，13歲時被賣給了奴隸商人，逃跑時遇見了佈雷卡。非常尊敬佈雷卡夫婦。曾經被蘇萊曼拉攏加入密探網但沒有接受，後被瑪哈穆特買下，一行人一起行動。在天上之都大役後期與傭兵隊牡牛團留駐城內壓制投降派，嘗試營救被投降派監禁的卡瓦哈爾，在難民暴動下無法及時阻止卡瓦哈爾被斬首的悲劇。
Kara Kanet Suleiman;黑翼長官蘇萊曼（聲：小西克幸）
毒藥之薩迦納斯直屬密探網“眼與耳”的長官。與瑪哈穆德同為圖古利魯族遺民，慘劇發生時在花之都遊歷而逃過一劫。兄長般關懷瑪哈穆德。飼養的是一隻雌鷹卡捷琳娜，名字碰巧與花之都大統領（前.現戀人)卡捷琳娜·德·羅西相同。
Erbach;艾爾巴哈（聲：下野紘）
牡牛都市陶羅所屬的傭兵青年。態度飄忽，但實力強勁，被認為擁有與市長兄弟同階段的實力。也有出言辛辣的一面。在瑪哈穆德參與陶羅市模擬對戰活動裡抽中加入瑪哈穆德的隊伍。在陶羅市牡牛團被瑪哈穆德提議全數雇傭直到解除帝國擴張威脅後，與瑪哈穆德一行人一起行動。在天上之都大役後期作為傭兵隊牡牛團一員參與壓制城內投降派，在難民暴動下無法及時支援解救卡瓦哈爾。

## 突厥謁將國 (Turkyie Marquis)
Shehir Khalil Pasha;大都市的卡里路將軍（聲：緒方賢一）
穩健派，13人將軍之一，第七州管理者，瑪哈穆德的養父，也是瑪哈穆德決定向上爬的關鍵人物之一。將軍履歷超過20年。13年前與帝國的戰爭爆發時擔任指揮官，一直對其慘勝結果身懷愧疚。漫畫12卷被派遣與帝國軍交戰，在天上之都切洛共和國城外執行撤退計畫被莉莉·科柯施卡識破而被抄前追上，打算利用山地地形兩面突破帝國軍，被帝國軍隨軍的赤蛇教團的工兵部隊猛攻，在帝國軍陣列夾擊中被長槍兵群槍穿身而戰死。
Tississat Kapu Sarja Pasha;水門的沙迦將軍（聲：川田紳司）
13人將軍之一，第三州管理者。名門出身，自視甚高，認為毒藥薩迦納斯是一步登天的狂妄之徒。將國內亂中，以出訪四將國遊說將王參加計畫在庫爾查將國舉行洋梨之艾雪與奧爾罕的婚禮（實為牽制甚至暗殺將王的行動）為名直接去向穆茲拉克將國將王巴拉班告密，在隨大軍壓境庫爾查將國時被巴拉班處死。
Kondraje Daud Pasha;靴屋的唐德將軍
13人將軍之一，穩健派，大都市將軍的舊友。
Kurt Kurt Pasha;狼之庫爾特將軍（聲：木村昴）
跟隨大都市將軍遠征的將軍之一，卡里路將軍戰死後與瑪哈穆德一行人合流，協助征戰擊潰帝國遠征軍主力。
Burak Pasha;大將軍（聲：黑田崇矢）
本名不明，突厥謁將國最高掌權者。
Ahmet Bey;艾哈邁德軍人
卡里路將軍遠征軍中的青年。卡里路將軍戰死後與瑪哈穆德一行人合流，協助征戰擊潰帝國遠征軍主力。
Shapka Ibrahim Bali;裝飾帽的易卜拉欣總督（聲：佐藤拓也）
毒藥之薩迦納斯麾下千人隊長，駐守砦之城，瑪哈穆德在軍校的舊友。曾在帝國路易大臣的脅迫下發動叛亂。
Shara;夏拉（聲：日笠陽子）
隸屬琴彈劇院的舞娘，在首都人氣非常高。伊布拉比姆的舊友，幫助瑪哈穆德平定砦之城叛亂和將國內亂。

### 四將國

#### 穆茲拉克將國 (Muzrak)
Al Kaplan Balaban;紅虎之巴拉班（中井和哉）
34歲，穆茲拉克將國第三代將王，飼養了一頭名為“赤髭”的猛虎。與帝國串謀，是四將國的反叛首領。為人陰險、好大喜功、自視甚高，喜好貌美之人，其親兵隊成員皆由容姿端麗者擔任。由於父王的死而對大突厥謁制度抱有不滿，在帝國的唆使下發動叛亂。為了追求更大權力，叛離大突厥謁。最終在奇岩會戰中被弟弟討伐。
Ulema Bayazit;聖官巴耶濟特（聲：內山昂輝）
26歲，巴拉班及法特瑪的弟弟，港之城水之神殿的聖官，因多有實績而深受旁人信賴。親突厥謁派，擔任蘇萊曼密探網的“耳役”一職。為人溫厚、博學多聞，深愛兄長但也擔憂著祖國的未來。身為巴拉班最信賴的臣子，卻因收留將姬艾雪而被兄長以叛國罪名討伐。奇岩會戰最終手刃了兄長，成為穆茲拉克將國第四代將王。
天上之都戰爭結束後，出席了於花之都舉辦的反帝同盟會議。
受薩加納斯將軍之託負責“警告之鐘”的鑄造工作監督。目前與其餘三將王在泉之谷抵禦列列德利庫女公爵的侵略，並使用了泉之谷的“警告之鐘”回擊。將國軍隊遭帝國瓦解後，留守掩護其餘三將王撤退，卻遭古拉拉托偷襲中傷，在泉之城的「警告之鐘」工廠中去世。
Usman;雷之奧斯曼
穆茲拉克將國第二代將王，巴拉班、法特瑪和巴濟耶特的父親，在將國與帝國的戰爭中去世。

#### 巴爾塔將國 (Baltic)
Nilufer Fatma;睡蓮之法特瑪（聲：冬馬由美）
32歲，巴爾塔將國第三代將王，穆茲拉克將國的公主，艾雪和凱末爾的母親。在丈夫去世之後代理國政，逐漸淪為兄長巴拉班的傀儡，身不由己地參加了叛亂。奇岩會戰後被生擒，在瑪哈穆德的努力下免除了死刑，但終生不得出現在人前，目前定居於奇岩之城郊外。
Almut Aishe;洋梨之艾雪（聲：茅野愛衣）
17歲，巴爾塔將國的公主、巴拉班及巴耶濟特的外甥女，自幼仰慕著巴耶濟特。擁有驚人的美貌和智慧，言詞激烈，行動力絕佳。不滿於母親的軟弱，發動宮廷政變但失敗，後逃往港之城尋求庇護。奇岩會戰結束就任巴爾塔將國宰相，輔佐弟弟凱末爾。約定五年後嫁給庫爾查將國將王奧爾罕。
目前與其餘三將王在泉之谷抵禦列列德利庫女公爵的侵略。
Kemal;凱末爾（聲：宇山玲加）
10歲，巴爾塔將國將太子，艾雪的弟弟。內亂後在突厥謁的保護下登基，為巴爾塔將國第四代將王。
Qasim;凱西姆
艾雪和凱末爾的叔父，曾經妄圖殺掉艾雪和凱末爾登上王位，被巴拉班殺害。

#### 布查克將國 (Bucha-rest)
Yag Uzun;油商烏宗（聲：斎藤志郎）
45歲，布查克將國第二代將王。唯利是圖的商人，出於私心參與了巴拉班的叛亂，奇岩會戰之後被兒子殺死。
Suilahu Ismail;武器商伊斯瑪儀（聲：岡本信彥）
16歲，布查克將國排行第45的將子。由於國家風俗自幼被交給大商人琴撫養。擁有卓越的眼光，在巴耶濟特遊說下選擇了親突厥謁派。在奇岩會戰後殺死父親繼承王位，為布查克將國第三代將王。
目前作為四將國軍總指揮官，與其餘三將王在泉之谷抵禦列列德利庫女公爵的侵略。因將國軍隊攻勢被瓦解，一度危及性命安危，所幸在巴耶濟特“警告之鐘”的砲擊掩護下撤退。

#### 庫爾查將國 (Kurchu)
Yuzu Maska Selim;百面的塞利姆（聲：郷田ほづみ）
42歲，庫爾查將國第二代將王。向來以假面出席大將國會議，極少在人前暴露素顏。出於國力貧弱且與本國相隔離的立場被迫參與內亂。雖與瑪哈穆德合作計畫推翻其餘三位將王，卻因事跡敗露而決定交出瑪哈穆德一行人換取國家安全，混戰中被兒子殺死。
Kulchu Orkhan;劍之奧爾罕（聲：島崎信長）
19歲，庫爾查將國將太子，將姬艾雪的未婚夫。優柔寡斷而且是個愛哭鬼，但也有堅持自我的一面。為了保護將姬艾雪失手殺死父親，成為庫爾查將國第三代將王。
目前與其餘三將王在泉之谷抵禦列列德利庫女公爵的侵略。

## 波羅地萊茵帝國 (Baltic-Rhine Empire）[說明 14]
Gold-wald XI;高魯德巴魯特11世（聲：斧アツシ）
帝國現任皇帝。
Eldraine I./alDraine I./Elder Rhine?;埃爾多萊茵1世
帝國前任皇帝，高魯德巴魯特11世的父親。在位時極大擴張了帝國的領土。
Virgilio Louis;畢爾西利歐·路易（聲：津田健次郎）
帝國首席大臣（宰相），被賦予了極大的權力，在背後推動著帝國的擴張進程。擁有專屬武裝集團“赤蛇教團”。
Eisenstein;愛森斯坦公爵
帝國元老，自先帝的時代起參與國政已有70多年。憂慮於帝國內貧的事實，與推行戰爭策略的路易站在對立面上。
Duke el´Levaldes Lerederic（エルルバルデス公爵 レレデリク，聲：小林優）
高魯德巴魯特11世的侄女，帝國海軍央海艦隊陸戰隊長，作風豪放的女軍人。在路易的幫助下奪取了第一次波尼基亞戰爭的勝利。
Gralat Berulric;古拉拉托·貝爾里克（聲：櫻井孝宏）
列列德利庫的騎士，帝國海軍央海艦隊陸戰隊長副官。和列列德利庫有著深厚的羈絆。
Ryan Law;萊安·羅爾
帝國海軍央海艦隊提督。
Corentin Pinault;科朗坦·皮諾（聲：小山力也）
帝國陸軍大將，13年前造成了犬鷲村的悲劇，之後逐漸轉向了主和派。在劍之都攻防戰中被瑪哈穆德殺死。
Lily Kokoschka;莉莉·科柯施卡（聲：伊瀬茉莉也）
帝國宰相秘書官，兼任遠征軍軍監，劍之都攻防戰中被殺。
Johann Frentzen;約翰·弗倫岑（聲：豐永利行）
帝國陸軍中將，第一軍團長。體質貧弱，內心並不贊成戰爭。
Anton Adam;安東·亞當
帝國陸軍中將，第二軍團長，約翰的舊友。
Tristan Barre;崔斯坦·巴雷
帝國陸軍中將，第十三軍團長。
Eleanor;艾蕾諾婭
赤蛇教團所屬，按照路易的命令在各地活動，暗殺將國密偵網的眼線。

## 央海十二都市國家

#### 燈塔之都波尼基亞共和國 (Poinikia阿語即是腓尼基Finiqia/فينيقيا影射被羅馬併吞的北非殖民地迦太基)
Apollodorus（アポロドロス，聲：穀昌樹）
波尼基亞市長，裘洛斯的父親，在兒子看來是墮落政治家的典型。波尼基亞淪陷後主動承擔了所有責任。
Constatine（コンスタンティノス，聲：興津和幸）
波尼基亞副市長，對待帝國侵略的強硬派。有些不切實際，波尼基亞淪陷後被列列德利庫殺死。
Zenon（ゼノン，聲：杉野田ぬき）
元老院議員。擁有優秀的目測能力。
Nikephoros（ニケフォロス，聲：下和田ヒロキ）
元老院議員，計算能力卓越。

#### 海之都威尼迪克共和國 (Venedic)
Antonio Lucio（アントニオ・ルチオ，聲：小野大輔）
37歲，威尼迪庫共和國元首，將祖國擺在第一位，有時顯得冷酷的現實主義者。面對帝國日益逼近的步伐，與突厥謁、烏特拉結成了三國軍事同盟。集結了最精銳的艦隊，迎戰島之都。
Silvestro Brega（シルヴェストロ・ブレガ，聲：山路和弘）
39歲，威尼迪庫艦隊總船團長，擁有自己的商會。
Cecilia Brega（チェチリア・ブレガ，聲：折笠富美子）
佈雷卡的妻子，非常賞識瑪哈穆德的氣魄。
Gino Boccanegra（ジーノ・ボッカネグラ）
威尼迪庫艦隊第15船團長。羅尼的弟弟、阿馬迪奧的叔父。有感於實力的差異，12年前來到了威尼迪庫。自願加入央海海戰，與戰艦“黑豹號”一起沉沒，戰死。

#### 島之都釐佐拉尼共和國 (Rizzorani)
Donatello Doria（ドナテッロ・ドーリア）
里茲拉尼共和國元首，道化師號船長。違背央海都市國家條約，暗自溝通帝國。事實上在央海海戰之前就與安東尼私下締結了條約，出賣了波卡涅古拉一族。
Amadeo Boccanegra（アマデオ・ボッカネグラ）
海神之子，黃金號船長。百年一遇的天才，傲慢而狂妄。央海海戰中被朵拉泰羅出賣給海之都，被抓捕後絞殺。
Roni Boccanegra（ロニ・ボッカネグラ）
阿馬迪奧的伯父，黃金號副船長，男爵夫人號船長。央海海戰中為了保護阿馬迪奧被亂箭射死。

### 薩洛斯王國 (Saros)
Mwanayidi III（ムワナイディ3世）
薩洛斯國王，獨裁者，以優越的姿態君臨國內。被喪失了央海制海權的帝國士兵殘党佔領了王宮，處於其監視之下。

### 烏拉德王國 (Urad Kingdom)
Zigmond III（ジグモンド3世，聲：速水獎）
烏拉特現任國王。信奉“弱肉強食”法則，擔憂國力疲憊而遲遲沒有明確表示反對帝國，在瑪哈穆德的說服下，與突厥謁和威尼迪庫結成三國軍事同盟。
Margit（マルギット，聲：潘惠美）
烏拉特第四王女，對將國的交涉大臣，同時擔任密探網的耳役。與瑪哈穆德一起說服父親加入反帝陣營，後被任命為對東方諸國的交涉大臣。
Gertrude（ゲルトルード，聲：木村珠莉）
烏特拉第二王女，瑪露姬塔的姐姐。對帝國的交涉大臣。烏拉特加入反帝陣營後，被任命為心臟地區交涉大臣，出席花之都的反帝同盟會議。

## 羅馬里亞納中心區(Rumeliana/Byzantium/Rome the Eastern Central District)

#### 花之都弗洛倫斯共和國 (Florence)
Caterina De Rossi（カテリーナ・デ・ロッシ，聲：能登麻美子）
花之都大統領，充滿魅力的成熟女性，連續三年當選大統領。曾經與蘇萊曼是戀人，蘇萊曼的山鷹碰巧與她的名字相同。交際手腕靈活卓越，原先對瑪哈穆德提出的結盟和允許突厥謁進軍路線心存疑慮，打算成立第三勢力來遏止帝國與突厥謁，但在看過蘇萊曼旗下密探的紙條後察覺帝國的意圖，斷然答應瑪哈穆德的結盟之意。
Giacomo Loredan（ジャコモ・ロレダン，聲：榎木淳彌）
大統領秘書官，反對與突厥謁結盟，為此曾率領反對派要抓補卡捷琳娜反被留守的蘇萊曼將了一軍，被卡捷琳娜嘲諷為“優秀的秘書官”。
Duke Giovanni de Orsini（ジョバンニ・デ・オルシーニ公爵）
原大統領，當初帶領蘇萊曼在弗洛倫斯學習的人。非常信賴蘇萊曼，並在背後給予了很多幫助。

#### 小川之都亞魯諾共和國 (Arno)
Giulio（ジュリオ）
亞魯諾共和國大統領，沉浸在持續的和平中，完全沒有收集任何相關情報。

### 南羅馬里亞納大陸 (mintaqat janub alRumaniana/منطقة جنوب روماني أنا）

#### 牡牛都市陶羅市 (Tauro city)
Deluccio（デルッチョ）
陶羅都市雙子市長裡面的哥哥。失去了右眼和雙腿，乘坐一輛輪椅。
Eskeld（エスケルド）
陶羅都市雙子市長裡面的弟弟。失去了雙手，手腕上安裝著鉤子狀的義肢。

#### 鐘之都坎帕納 (Campana)
Blanka（ブランカ，聲：大地葉）
突厥謁密偵網的耳役，劍術卓越的少女。帝國軍來襲時帶領一批住民逃走，現在與巴斯科一起行動，處於穆茲拉克將王巴亞吉特的庇護下。
Vasco（バスコ，聲：山本和臣）
在鑄物工坊工作的少年，目睹了帝國的殘暴行徑，發誓要討回這筆血債。與布蘭卡一起行動，現處於穆茲拉克將王巴亞吉特庇護下。擁有設計兵器的天賦，備份的設計的新式大炮“警告之鐘”圖紙交予了巴亞吉特希望以此回擊帝國罪行。

#### 劍之都艾斯巴達（Espada）
Vasco（ブリジッタ・グリマルディ，聲：悠木碧）
16歲，農曆435年2月17日出生。庫雷地區傭兵團林奇的首領，艾爾巴赫的熟人。由於他的父親是領導者，他繼承了他的領導地位。受庫雷聯盟僱傭進入城堡保衛埃斯帕達。他曾經將庫爾特視為“野蠻人”，但在庫爾特豪爽答應給他所有的戰利品後對其改觀。

#### 岩之都斯多格里奧公國 (Scoglio)
Duke of Scoglio Regulus（スコグリオ公爵 レグルス）
公國統治者，在帝國軍強大的攻勢面前選擇了投降。
Mill（ミル）
與帝國相接的城鎮守備隊長，在帝國強大的攻勢面前選擇了投降。
Emilio（エミリオ）
突厥謁密探網的耳役。帝國佔領岩之都後被殺害。

#### 天上之都切洛共和國 (Cello)
Carvajal（カルバハル，聲：平川大輔）
切洛共和國元首，濟貧院院長。性格明快開朗，希望創造一個人人都能幸福生活的國家，收留因帝國入侵而逃到天上之都的大量難民，因事態升高毫不猶豫決定加入瑪哈穆德主導的軍事同盟，後因糧食短缺被國內的投降派趁瑪哈穆德出城迎戰帝國時被監禁，最終在難民為求存阻止集體傭兵營救的事態下在塔樓露臺被公開斬首成為悲劇的犧牲品，此後經同盟國會議討論，切洛共和國歸入突厥謁成為其歷史上第一個附屬領地（不同于四將國），交由瑪哈穆德管轄。
Urbano（ウルバーノ）
切洛的民兵，出於現實的考慮監禁了院長卡瓦哈爾預備投降，但投降信被阿非利加等人攔截，急於解除困境而將卡瓦哈爾斬首意圖投降，後與投降派全員被集體監禁。

### 東羅馬里亞納大陸 (mintaqat šarq alRumaniana/منطقة شرق روماني أنا)

#### 銀色之都阿吉羅斯 (Argyros)
Rakhmonov（ラフモノフ）
統治阿吉羅斯的三大商人之首。
Niki alBahram（ニキ・アル・バフラーム，聲：白石涼子）
商會的女兒，父親意外去世後四處被排擠。後來在瑪哈穆德的幫助下站穩了腳跟，和瑪哈穆德一行人一起行動過一段時間。
Wan Isin（ワン・イーシン，聲：中博史）
看上去是慈祥的老爺爺，但擁有一眼看穿偽裝的敏銳觀察力，對來訪的瑪哈穆德印象十分深刻，曾擔任遠東大國·大秦的王室親衛隊都指揮使，認為大秦終有一天會跟在大陸不斷擴張勢利範圍的帝國發生軍事衝突。

## 出版書籍
將國之鷲星
| 卷數 | 講談社         | 講談社                 | 尖端出版       | 尖端出版             | 天下出版      | 天下出版               |
| 卷數 | 發售日期       | ISBN                   | 發售日期       | EAN                  | 發售日期      | ISBN                   |
| ---- | -------------- | ---------------------- | -------------- | -------------------- | ------------- | ---------------------- |
| 1    | 2008年4月23日  | ISBN 978-4-06-373112-5 | 2009年7月16日  | EAN 471-7702-22386-1 | 2008年9月27日 | ISBN 978-988-215-753-8 |
| 2    | 2008年8月22日  | ISBN 978-4-06-373130-9 | 2010年7月9日   | EAN 471-7702-22744-9 | 2009年2月25日 | ISBN 978-988-215-868-9 |
| 3    | 2008年12月22日 | ISBN 978-4-06-373148-4 | 2010年9月10日  | EAN 471-7702-23263-4 | 2009年3月31日 | ISBN 978-988-215-894-8 |
| 4    | 2009年3月23日  | ISBN 978-4-06-373167-5 | 2011年7月13日  | EAN 471-7702-23588-8 | 2009年6月6日  | ISBN 978-988-215-971-6 |
| 5    | 2009年8月21日  | ISBN 978-4-06-373185-9 | 2011年9月15日  | EAN 471-7702-23589-5 | 2009年11月3日 | ISBN 978-988-8029-84-6 |
| 6    | 2010年2月23日  | ISBN 978-4-06-376210-5 | 2011年12月23日 | EAN 471-7702-23592-5 | 2011年8月25日 | ISBN 978-988-8097-14-2 |
| 7    | 2010年9月9日   | ISBN 978-4-06-376234-1 | 2012年3月12日  | EAN 471-7702-24013-4 | 2012年9月18日 | ISBN 978-988-8098-14-9 |
| 8    | 2011年1月7日   | ISBN 978-4-06-376248-8 | 2013年4月15日  | EAN 471-7702-24014-1 |               |                        |
| 9    | 2011年8月9日   | ISBN 978-4-06-376272-3 | 2014年1月20日  | EAN 471-7702-24669-3 |               |                        |
| 10   | 2012年4月9日   | ISBN 978-4-06-376326-3 | 2014年2月20日  | EAN 471-7702-25024-9 |               |                        |
| 11   | 2012年9月7日   | ISBN 978-4-06-376358-4 | 2015年9月11日  | EAN 471-7702-25304-2 |               |                        |
| 12   | 2013年3月8日   | ISBN 978-4-06-376384-3 |                |                      |               |                        |
| 13   | 2013年10月9日  | ISBN 978-4-06-376424-6 |                |                      |               |                        |
| 14   | 2014年4月9日   | ISBN 978-4-06-376455-0 |                |                      |               |                        |
| 15   | 2014年12月9日  | ISBN 978-4-06-376512-0 |                |                      |               |                        |
| 16   | 2015年7月9日   | ISBN 978-4-06-376553-3 |                |                      |               |                        |
| 17   | 2016年3月9日   | ISBN 978-4-06-376599-1 |                |                      |               |                        |
| 18   | 2017年1月17日  | ISBN 978-4-06-390673-8 |                |                      |               |                        |
| 19   | 2017年6月23日  | ISBN 978-4-06-390715-5 |                |                      |               |                        |
| 20   | 2017年12月8日  | ISBN 978-4-06-510331-9 |                |                      |               |                        |
| 21   | 2018年9月7日   | ISBN 978-4-06-512584-7 |                |                      |               |                        |
| 22   | 2019年9月9日   | ISBN 978-4-06-516453-2 |                |                      |               |                        |
| 23   | 2020年8月6日   | ISBN 978-4-06-520401-6 |                |                      |               |                        |
| 24   | 2021年6月9日   | ISBN 978-4-06-523402-0 |                |                      |               |                        |
| 25   | 2022年3月9日   | ISBN 978-4-06-527088-2 |                |                      |               |                        |
| 26   | 2024年3月8日   | ISBN 978-4-06-534889-5 |                |                      |               |                        |
| 27   | 2024年4月9日   | ISBN 978-4-06-534887-1 |                |                      |               |                        |

小國的天鷹座先生
| 卷數 | 講談社        | 講談社                 |
| 卷數 | 發售日期      | ISBN                   |
| ---- | ------------- | ---------------------- |
| 全   | 2013年10月9日 | ISBN 978-4-06-376426-0 |

## 電視動畫
2017年7月7日起由每日放送、TBS等電視台放送。

### 主題曲
片頭曲
（第1－13話）
填詞：，作曲：御惠明希，編曲、主唱：SID
「赫色-akairo-」（第14－24話）
填詞：，作曲：コヤマヒデカズ、純市、有田清幸，主唱：CIVILIAN
片尾曲
「たいようの哀悼歌」（第1－3、5－13話）
填詞：小竹正人，作曲：Carlos K.、Kanata Okajima，編曲：Carlos K.，主唱：Flower
「Windy」（第14－24話）
填詞：松尾潔，作曲・編曲：和田昌哉、Daido，主唱：CHEMISTRY

### 各話列表
| 話數   | 日文標題 | 中文標題     | 劇本       | 分鏡              | 演出            | 作畫監督                                                                                  | 總作畫監督 | 原作話數                |
| ------ | -------- | ------------ | ---------- | ----------------- | --------------- | ----------------------------------------------------------------------------------------- | ---------- | ----------------------- |
| 第1話  |          | 金雕將軍     | 高木登     | 古橋一浩          | 豬狩崇          | 丸山修二、松岡秀明 高乘陽子                                                               | 菅野利之   | 1fasil                  |
| 第2話  |          | 要塞之城     | 高木登     | 初見浩一          | 有田周平        | 飯飼一幸、粉川剛 鎌田均                                                                   | 菅野利之   | 2fasil－ 4fasil         |
| 第3話  |          | 將軍會議     | 高木登     | 豬狩崇            | 牧田佳織        | 吉田正幸                                                                                  | 菅野利之   | 4fasil－ 6fasil、9fasil |
| 第4話  |          | 金雕共鬥     | 高木登     | 古橋一浩          | 古橋一浩        | 郷津春奈、鎌田均 小林理、津熊健德                                                         | 菅野利之   | 10fasil－ 11fasil       |
| 第5話  |          | 燈塔之都     | 吉永亞矢   | 龜井治            | 井之川慎太郎    | 門智昭、山村俊                                                                            | 菅野利之   | 12fasil－ 13fasil       |
| 第6話  |          | 黑鐵之鎖     | 吉永亞矢   | 小林寛            | 豬狩崇          | 高乘陽子、塚本知代美 松井理和子、津熊健德 服部憲知                                        | 菅野利之   | 14fasil－ 15fasil       |
| 第7話  |          | 古都陷落     | 吉永亞矢   | 牧田佳織          | 牧田佳織        | 吉田正幸、有我洋美 永川桃子、                                                             | 菅野利之   | 16fasil－ 17fasil       |
| 第8話  |          | 至誠的假面劇 | 高木登     | 佐藤真二          | 寺澤和晃        | 高野彌生、二松真理                                                                        | 菅野利之   | 17fasil－ 19fasil       |
| 第9話  |          | 紅虎的將王   | 高木登     | 後藤圭二          | 西田佑紀        | 阿部恒、吉川佳織 平村直紀                                                                 | 菅野利之   | 20fasil－ 23fasil       |
| 第10話 |          | 月下佳人之舞 | 高木登     | 高橋亭            | 豬狩崇 佐藤威   | 鎌田均、松井理和子 津熊健德、服部憲知                                                     | 菅野利之   | 24fasil－ 27fasil       |
| 第11話 |          | 劍之將太子   | 谷村大四郎 | MAPPA             | 淀橋山泉        | 高乘陽子、青木里枝 加藤祐子、新沼大祐 津熊健德、袴田裕二 松井理和子                       | 菅野利之   | 27fasil－ 30fasil       |
| 第12話 |          | 奇岩會戰     | 谷村大四郎 | 佐藤真二 内海紘子 | 有田周平 佐藤威 | 塚本知代美、高乘陽子 松井理和子、桑原剛 袴田裕二、服部憲知 永川桃子、關口雅浩 LEE JOOHYUN | 菅野利之   | 31fasil－ 33fasil       |
| 第13話 |          | 內亂終結     | 谷村大四郎 | 内海紘子 佐藤真二 | 牧田佳織        | 吉田正幸                                                                                  | 菅野利之   | 34fasil－ 36fasil       |
| 第14話 |          | 商隊女兒     | 高木登     | 江副仁美          | 江副仁美        | 崎口沙織、桑原剛 高乘陽子                                                                 | 菅野利之   | 37fasil－ 41fasil       |
| 第15話 |          | 北方王國     | 谷村大四郎 | 竹之内和久        | 井之川慎太郎    | 島田英明、山村俊了 龜田朋幸                                                               | 菅野利之   | 42－ 45fasil            |
| 第16話 |          | 大戰開幕     | 高木登     | 佐藤美穗          | 西畑佑紀        | 阿部恒、吉川佳織 菱沼祐樹                                                                 | 菅野利之   | 46－ 50fasil            |
| 第17話 |          | 花之一計     | 吉永亞矢   | 龜井治            | 佐藤威          | 桑原剛、高乘陽子 崎口沙織、袴田裕二                                                       | 菅野利之   | 50－ 53fasil            |
| 第18話 |          | 冀望之星     | 高木登     | 殿勝秀樹 古橋一浩 | 柴田匠          | 岡本達明、萩原省智                                                                        | 菅野利之   | 53－ 58fasil            |
| 第19話 |          | 樂園牢籠     | 柳井祥緒   | 青井小夜 清水久敏 | 神原敏昭        | 山村俊了、龜田朋幸                                                                        | 菅野利之   | 59－ 62fasil            |
| 第20話 |          | 喪鐘遙響     | 谷村大四郎 | 牧田佳織          | 牧田佳織        | 吉田正幸、桑原剛 崎口沙織、袴田裕二 松井理和子                                            | 菅野利之   | 63－ 65fasil            |
| 第21話 |          | 反帝同盟     | 谷村大四郎 | 下田久人          | 有田周平        | LEE JOOHYUN、栗井重則 高乘陽子、袴田裕二                                                  | 菅野利之   | 68－ 70fasil            |
| 第22話 |          | 金雕追撃     | 柳井祥緒   | 向井雅浩          | 向井雅浩        | 劉雲留、塚本歩 袴田裕二、高乘陽子 桑原剛、松井理和子                                      | 菅野利之   | 71－ 73fasil            |
| 第23話 |          | 樂園終曲     | 高木登     | 豬狩崇            | 豬狩崇 佐藤威   | 桑原剛、高乘陽子 崎口沙織、武田牧子 栗井重紀                                              | 菅野利之   | 74－ 76fasil            |
| 第24話 |          | 前兆         | 高木登     | 古橋一浩          | 古橋一浩        | 高乗陽子、袴田裕二 桑原剛、服部憲知 塚本步、松井理和子 吉田正幸                           | 菅野利之   | 76－ 78fasil            |

### 播放媒體
日本深夜動畫：下文記載的日本国内播放時間使用日本標準時間（UTC+9）表示。因為部分時間标识會採用30小时制，因此請留意这类超过24:00的时间，其實際播放時間為翌日清晨。
| 播放日期                                | 播放時間                           | 播放電視台 | 所屬聯播網 | 備註              |
| --------------------------------------- | ---------------------------------- | ---------- | ---------- | ----------------- |
| 2017年7月7日 -                          | 星期五 02:25 - 02:55（星期五深夜） | 毎日放送   | 近畿地方   | 製作局 / 字幕放送 |
|                                         |                                    | TBS電視台  | 關東地方   | 字幕放送          |
| 2017年7月08日 -                         | 星期六 00:30 - 01:00（星期六深夜） | BS-TBS     | 日本全國   | BS放送            |
| 2017年7月19日 -                         | 星期三 02:20 - 02:50（星期三深夜） | 新潟放送   | 新潟縣     | 作者の出身地      |
| 毎日放送、TBS電視台、BS-TBS『Animeism』 |                                    |            |            |                   |

| 網路播放日期          | 網路播放時間  | 播放網路平台   | 備註                  | 2017年7月7日 -        |
| --------------------- | ------------- | -------------- | --------------------- | --------------------- |
| 星期五 03:00 深夜更新 | 愛奇藝        |                |                       | 星期五 03:00 深夜更新 |
| 優酷網                |               |                | 星期五 03:00 深夜更新 | bilibili              |
|                       | 2024年8月23日 | 全集上架       | 中華電信MOD           |                       |
| 2024年8月30日         | 全集上架      | 巴哈姆特動畫瘋 |                       |                       |

### BD&DVD
| 卷數 | 發售日期       | 收錄話數      | 規格編號       | 規格編號       |
| 卷數 | 發售日期       | 收錄話數      | BD限定版       | DVD限定版      |
| ---- | -------------- | ------------- | -------------- | -------------- |
| 1    | 2017年10月25日 | 第1話~第6話   | ANZX-12701〜3  | ANZB-12701〜3  |
| 2    | 2017年12月27日 | 第7話~第13話  | ANZX-12704〜7  | ANZB-12704〜7  |
| 3    | 2018年2月28日  | 第14話~第19話 | ANZX-12708〜10 | ANZB-12708〜10 |
| 4    | 2018年4月25日  | 第20話~第24話 | ANZX-12711〜3  | ANZB-12711〜3  |

## 外部連結
- （日語）
- （日語）
- （日語）電視動畫《將國戡亂記》官網 （页面存档备份，存于）
- （日語）電視動畫《將國戡亂記》官方的X（前Twitter）